# ام قصیر
ام قصیر (به عربی: أم قصير)  شهری در استان عمان است که در کشور اردن واقع شده‌است. جمعیت این شهر ۳۶٫۷۸۵ نفر است.